# De Smurfen (film)

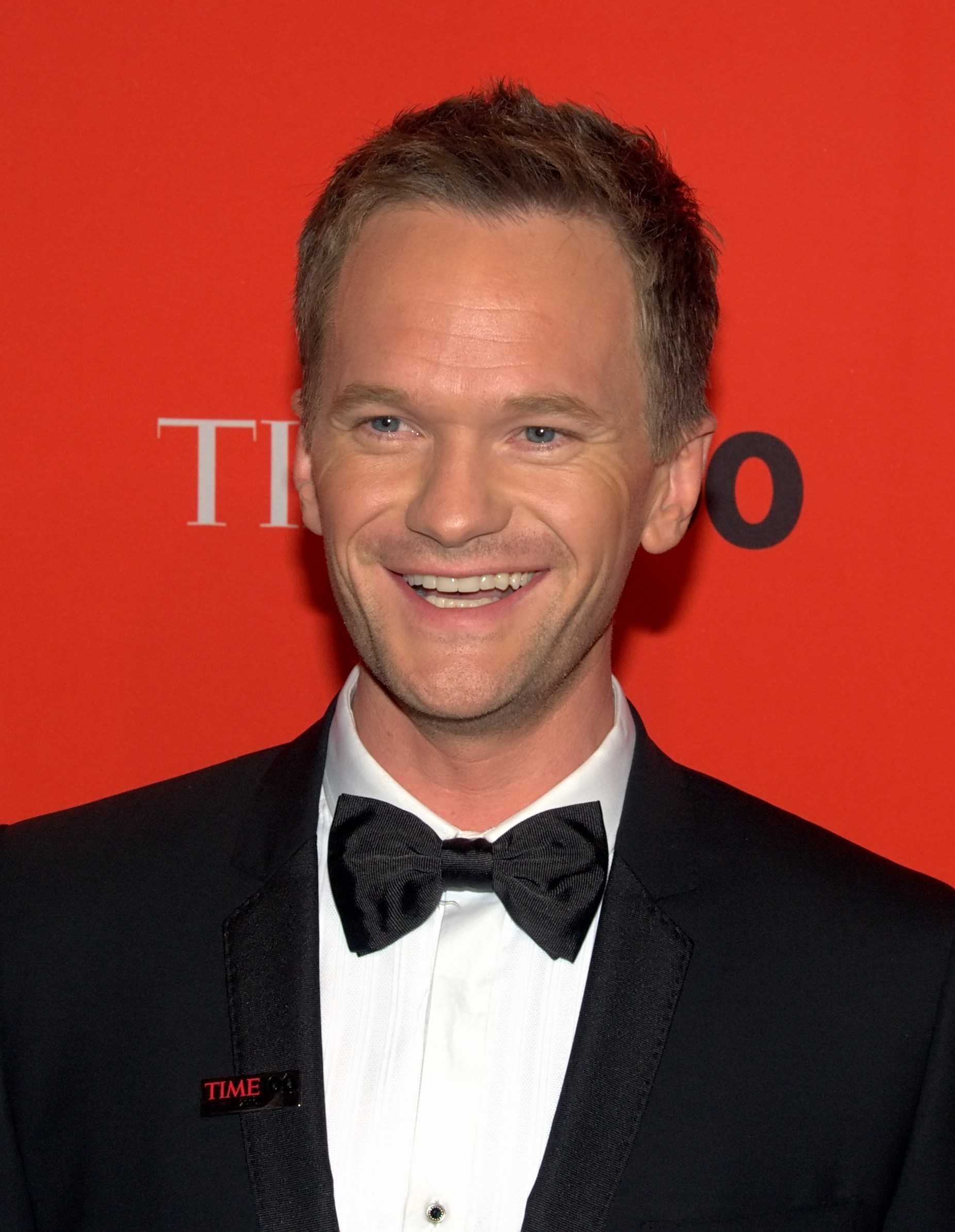
Neil Patrick Harris, die Patrick Winslow speelt

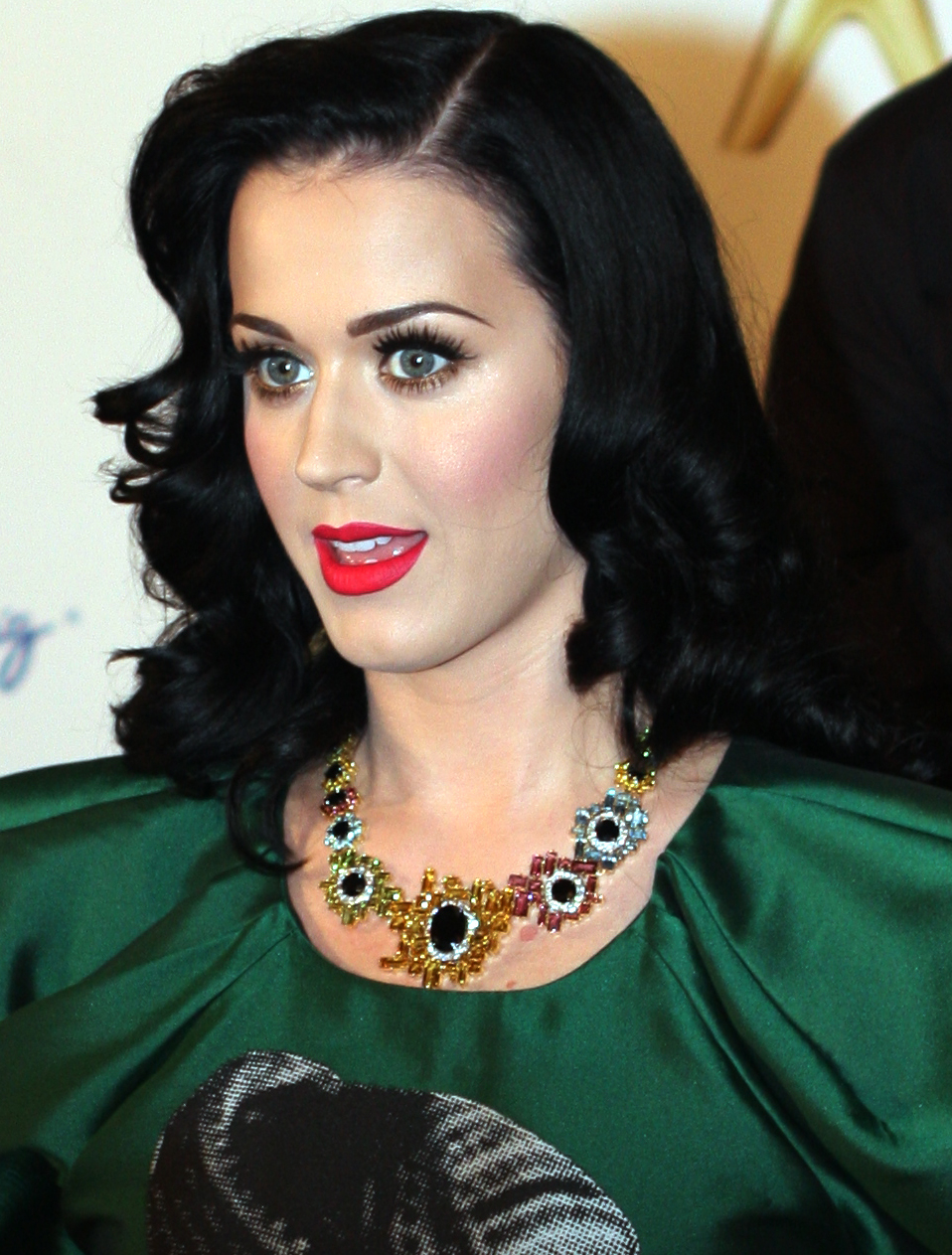
Katy Perry, stemactrice voor de Smurfin

De Smurfen (oorspronkelijk The Smurfs) is een CGI-/live-actionfilm gebaseerd op het universum van de Smurfen. De Smurfen in de film werden door middel van digitale animatie gemaakt. De film ging in première in de Verenigde Staten op 24 juli 2011 in New York en in Nederland en België op 3 augustus van dat jaar. De film werd enkele maanden later, in november, op dvd en blu-ray uitgebracht. De kortfilm The Smurfs: A Christmas Carol verscheen als bonus-dvd bij deze film.
In 2012 kreeg de film bij de Bafta Kids' Vote de prijs voor beste film.

## Achtergrond
Het idee voor de film kwam van filmproducent Jordan Kerner. In 1980 kwam hij in contact met de Smurfen via zijn vriend Brandon Tartikoff, een leidinggevende bij NBC. Tartikoff gaf hem een strip van de Smurfen, waarover NBC op dat moment een tekenfilmreeks maakt. Kerner begon uiteindelijk actief de rechten voor een verfilming in handen te krijgen. Met de garantie dat de film in de geest van Peyo's verhalen zou blijven, kreeg Kerner de toestemming van Peyo's nabestaanden, meer bepaald.
Na een valse start bij een andere studio stelde Michael Lynton, topman bij Sony Pictures Entertainment, Kerner voor het project bij Sony onder te brengen. Lynton groeide op in Nederland, waar hij gemakkelijk de strips kon vinden en een fan van de Smurfen werd. Er werd beslist om een hybride te maken van live-action en digitale animatie, een genre waarin Kerner al enkele producties had gemaakt (o.a. George of the Jungle, Inspector Gadget en Charlotte's Web).
Als regisseur koos Kerner Raja Gosnell, die met de twee verfilmingen van animatiereeks Scooby-Doo zowel ervaring had met het verfilmen van tekenfilmfiguren als met hybridefilms. De bedoeling was om een film te maken die er zo echt mogelijk zou uitzien, ondanks de digitale animatie. Om de acteurs enigszins het gevoel te geven met de Smurfen te spelen, werden poppen van siliconen gebruikt tijdens de opnames. De poppen werden tijdens de opnames bewogen en ingesproken door twee acteurs (Sean Kenin en Minglie Chen). Tijdens de postproductie werden de poppen en de stemmen uit de opnames gehaald. Waar het werken met deze poppen niet ging, werd gebruikgemaakt van lasers of fijne draden om de acteurs duidelijk te maken in welke richting ze moesten kijken. Om de wereld vanuit het standpunt van de Smurfen te filmen, werd een "Smurfcam" gemaakt: een lichte camera die dichter tegen de grond kon worden geplaatst. Die is uitgerust met een groothoekobjectief, waardoor alles groter lijkt dan het is.

### Digitale animatie
Na het filmen werden de animatiebeelden toegevoegd en werden de stemmen van de digitale figuren ingesproken. Daarbij werden de stemacteurs ook gefilmd zodat bij het animeren van gezichtsuitdrukkingen kon worden teruggegrepen naar expressies in het echt om het realistisch te doen overkomen.
Om de Smurfen er echt te doen uitzien, kregen de Smurfen niet de egaal blauwe huid uit de strips en tekenfilms, maar werden veel natuurlijk aanvoelende nuances aangebracht voor bijvoorbeeld de lichtinval en de doorbloeding. Grote Smurf kreeg daarenboven ook een iets ruwere huid die zijn leeftijd duidelijker maakt. Smurfin kreeg dan weer wat meer glans en Brilsmurfs relatief lage leeftijd wordt aangegeven door sproeten.
In de film kregen de Smurfen een lengte van 9 inch, zo'n 23 centimeter, van de tip van hun muts tot de grond. De lengte kon niet worden gebaseerd op een duidelijk aangegeven getal - Peyo heeft hun lengte enkel omschreven als "drie appels hoog", wat letterlijk vertaald Frans is voor "heel klein".
De makers van de film hebben wel wat aanpassingen gedaan aan de proporties van de oorspronkelijke Smurfen. Het menselijk lichaam is tussen zeven en negen keer de lengte van het hoofd lang. Bij Smurfen is dat ongeveer een derde. Ook de handen zijn groot in vergelijking met die van mensen. De makers hebben de verhoudingen enigszins veranderd om de bewegingen van de Smurfen fysisch haalbaarder en dus realistischer te doen overkomen.

## Verhaal
Het begin van de film speelt zich af in de middeleeuwen. Klungelsmurf begeeft zich te dicht bij het kasteel van de boosaardige tovenaar Gargamel. De tovenaar volgt hem en ontdekt zo het Smurfendorp. Alle Smurfen vluchten in paniek hun dorpje uit. Klungelsmurf neemt een verkeerde afslag en belandt in een grot. Daar opent, doordat het 'blauwe maan' is, een poort naar een andere tijd. De poort zuigt zes Smurfen (Grote Smurf, McSmurf, Smurfin, Klungelsmurf, Moppersmurf en Brilsmurf), Gargamel en Azraël op, en transporteert allen naar het heden, 2011. Ze komen terecht in het New Yorkse Central Park. Klungelsmurf belandt per ongeluk bij twee mensen, Patrick en Grace. De andere Smurfen gaan hem achterna. Gargamel kan hen nog net zien wegrijden op een taxi.
Grace en Patrick weten niet wat hen overkomt als ze de Smurfen zien, maar worden toch al snel vrienden. Patrick zit echter zwaar met zijn werk in zijn hoofd: hij moet een nieuwe reclamecampagne verzinnen voor zijn bazin Odile. Als hij geen goede campagne maakt, verliest hij zijn job bij haar cosmeticabedrijf. De Smurfen van hun kant willen terug naar huis. Om terug te keren naar huis heeft Grote Smurf een sterrenkijker nodig. Patrick en Grace proberen hen te helpen. Bij een speelgoedwinkel zien de Smurfen plots reclame voor sterrenkijkers en ze gaan de winkel binnen. Grace en Patrick gaan hen achterna, maar Gargamel heeft Patrick herkend en komt zo ook in de winkel terecht. Grote Smurf heeft niet genoeg aan een sterrenkijker, hij heeft ook nog een spreuk nodig om de maan blauw te kleuren. Terug bij Patrick en Grace verstuurt Klungelsmurf door zijn stuntelig gedrag per ongeluk het reclameontwerp van Patrick door, maar met een verkeerde bijlage. De volgende dag zijn de reclameborden van New York gevuld met een verkeerde afbeelding: een blauwe maan.
Grote Smurf denkt na over de spreuk en vraagt of er ergens oude boeken te vinden zijn. Patrick verwijst hen naar een oude boekhandel. De Smurfen gaan erheen en vinden de spreuk, maar Gargamel komt door hun vrolijke gezang te weten waar ze zich bevinden. Hij gaat achter hen aan en kan Grote Smurf gevangennemen. Grote Smurf geeft Brilsmurf echter nog de spreuk mee en verplicht de Smurfen om zelf de spreuk te gebruiken. Gargamel sluit Grote Smurf op en gebruikt hem om een staf toverkracht te geven.
's Avonds gebruiken de Smurfen de spreuk en de maan kleurt blauw. De blauwe maan zorgt er meteen voor dat Patricks mislukte reclameboodschap zin krijgt en bewondering opwekt: zijn job is gered. De Smurfen lokken Gargamel terwijl uit zijn schuilplaats, Belvedere Castle, maar plots is hij omringd door de andere Smurfen uit het dorp. Gargamel probeert met zijn toverstaf de Smurfen te overmeesteren, maar McSmurf kan zijn staf afnemen. Hij laat de staf echter vallen, maar Klungelsmurf slaagt erin om die te grijpen. Zo kan hij Gargamel uiteindelijk uitschakelen.
De Smurfen kunnen zo eindelijk terugkeren naar hun dorp en maken er een mini-New York van. Gargamel blijft achter in het echte New York.

## Rolbezetting
De Smurfen die in de film voorkomen, zijn grotendeels geplukt uit Smurfen die ook in de tekenfilmreeks voorkomen. Drie Smurfen kregen in de film een naam: Panieksmurf (Panicky Smurf), die altijd in paniek slaat, Vertelsmurf (Narrator Smurf), die het verhaal vertelt, en McSmurf (Gutsy Smurf; letter vertaald "dappere Smurf"). McSmurf is een van de zes Smurfen die initieel in New York aankomen. Hij draagt Schotse kledij, heeft een Schots accent en heeft rosse bakkebaarden en wenkbrauwen. Andere nieuwe personages zijn de mensen uit New York, met in het bijzonder Grace en Patrick Winslow en Odile Jouvenel.
Hieronder staat een overzicht van de stemacteurs van de originele film en die van de Nederlandse en Vlaamse vertaling. De Nederlandse stemmen werden vrijwel allemaal ingesproken door anderen dan die in de televisieserie. Alleen Lolsmurf werd door Dieter Jansen ingesproken, die dat ook van seizoen 7-9 in de tekenfilm deed.
Luilaksmurf en Muzieksmurf verschijnen in een niet sprekende rol.
| Personage                | Stemacteur            | Stemacteur            | Stemacteur                             |
| Personage                | Originele versie      | Vlaamse versie        | Nederlandse versie                     |
| ------------------------ | --------------------- | --------------------- | -------------------------------------- |
| Grote Smurf              | Jonathan Winters      | Anton Cogen           | Jack Wouterse Hero Muller (in trailer) |
| Klungelsmurf             | Anton Yelchin         | Gilles De Schryver    | Sascha Visser                          |
| Smurfin                  | Katy Perry            | Clara Cleymans        | Kim-Lian van der Meij                  |
| Brilsmurf                | Fred Armisen          | Stijn Meuris          | Florus van Rooijen                     |
| McSmurf                  | Alan Cumming          | Nigel Williams        | Frans Limburg                          |
| Moppersmurf              | George Lopez          | Frank Hoelen          | Johnny Kraaijkamp jr.                  |
| Vertelsmurf              | Tom Kane              | Ivan Pecnik           | Giel Beelen                            |
| Hippe Smurf (Smurffatje) | John Oliver           | Showbizz Bart         | Paul Disbergen                         |
| Lolsmurf                 | Paul Reubens          | Sven De Leijer        | Dieter Jansen                          |
| Knutselsmurf             | Jeff Foxworthy        |                       | Thijs van Aken                         |
| Potige Smurf             | Gary Basaraba         |                       | Fred Meijer                            |
| Koksmurf                 | Wolfgang Puck         | Jeroen Meus           | Sander de Heer                         |
| Smulsmurf                | Kenan Thompson        | Jelle De Beule        | Willie Wartaal                         |
| Boerensmurf              | Joel McCrary          | Lieven Scheire        | Freddie Tratlehner                     |
| Bakkersmurf              | Benjamin Joseph Novak |                       | Pepijn Lanen                           |
| Schildersmurf            |                       |                       | Thijs van Aken                         |
| Panieksmurf              | Adam Wylie            |                       | Just Meijer                            |
| Gekke Smurf              | John Kassir           |                       | Dieter Jansen                          |
| Smurf                    | Harry Tailor          |                       |                                        |
| Gargamel                 | Hank Azaria           | Marc Lauwrys          | Tygo Gernandt                          |
| Azraël                   | Frank Welker          | Govert Deploige       | Ewout Eggink                           |
| Patrick Winslow          | Neil Patrick Harris   | Kevin Janssens        | Huub Dikstaal                          |
| Grace Winslow            | Jayma Mays            | Kristien Maes         | Lottie Hellingman                      |
| Odile Anjelou            | Sofía Vergara         | Katrien De Becker     | Nurlaila Karim                         |
| Henri                    | Tim Gunn              | Ludo Hellinx          |                                        |
| Zwerver                  | Victor Pagan          | Hans Van Cauwenberghe |                                        |